# Induktive Übertragung
Bei der Induktiven Übertragung können mit Hilfe der elektromagnetischen Induktion Nachrichtensignale in beide Richtungen sowie eventuell benötigte Energie von einer Abfrageeinheit zu einer Transpondereinheit gemeinsam und kontaktlos übertragen werden.

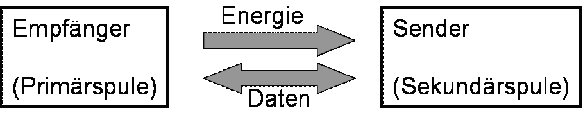
Schema der Signal- und Energieübertragung

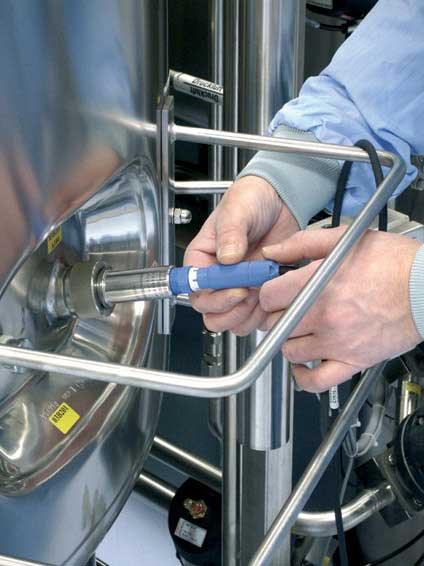
Induktive Signalübertragung bei einer kontaktlosen Messung des pH-Wertes.

## Funktionsweise
Die theoretischen Grundlagen zur Übertragung mittels induktiver Prinzipien sind unter Gegeninduktion dargestellt.
Die Signal- und Energieübertragung von der Abfrageeinheit zum Transponder erfolgt im einfachsten Falle durch Ein- und Ausschalten eines hochfrequenten Magnetfeldes, was einer Amplitudenmodulation entspricht. Hierdurch wird eine elektrische Spannung in der Spule des Transponders induziert, die über eine Diode gleichgerichtet wird. Die Signalübertragung in umgekehrter Richtung wird meist durch Lastmodulation realisiert.

## Eigenschaften
Die Verbindung ist kontaktlos, somit kann im Bereich der Schnittstelle zwischen beiden Geräten kein Verschleiß durch von Reibung oder eine Beeinträchtigung der Funktion durch Korrosion auftreten. Die elektronischen Komponenten können in speziellen Materialien hermetisch eingeschlossen werden. Sie sind dadurch optimal gegen beispielsweise umgebende aggressive Flüssigkeiten oder Gase geschützt.
Die mit der kontaktlosen Verbindung einhergehende galvanische Trennung ermöglicht, dass diese Übertragungsart auch in Bereichen mit Explosionsschutz eingesetzt werden kann. Bei der Auslegung ist natürlich zu beachten, dass zwischen elektrischen Leitern der Umgebung Funken entstehen könnten.
So eine kontaktlose Verbindung kann aber auch zu Störeffekten führen (EMV). Solche ungewollten Kopplungen werden u. a. durch magnetische Abschirmungen aus Mu-Metall verhindert.

## Einsatzgebiete

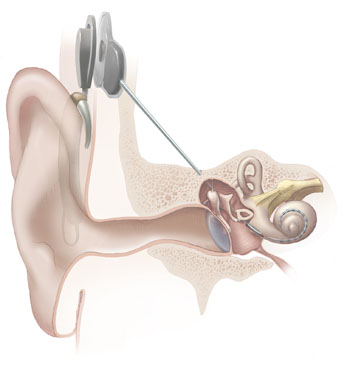
Induktive Signalübertragung bei dem Cochleaimplantat.

Eine Anwendung zur kontaktlosen Übertragung elektrischer Leistung ist die Aufladung der Akkumulatoren im wasserdichten Gehäuse einer elektrischen Zahnbürste.
Bei der induktiven Signalübertragung steht die Informationsübertragung im Vordergrund. Eine eventuelle Energieübertragung dient der Versorgung des womöglich batterielosen Transponders. Beispiele sind das Cochlea-Implantat im Innenohr, kontaktlose Identifikationssysteme wie die Radio Frequency Identification (RFID) und Telemetrie über kurze Distanzen.

### Magnetische Kopplung für den RFID-Einsatz
Um einen RFID-Chip auszulesen, ergibt sich für größere Entfernungen im Vergleich zur Wellenlänge immer und automatisch eine Übertragung und Kopplung über elektromagnetische Wellen. Wenn die Entfernung zwischen RFID-Leseantenne und der RFID-Chip-Antenne jedoch klein ist im Vergleich zur Wellenlänge, bildet sich im Nahfeld nur noch eine magnetische Kopplung aus.
Bei HF-Frequenzen (üblicherweise 13,56 MHz, entsprechend einer Wellenlänge von 22,11 m) ergibt sich somit für eine Vielzahl der üblichen Anwendungen eine rein magnetische Kopplung. Die Berechnung der Kopplung kann dabei über die bekannten Gesetzmäßigkeiten einer Gegeninduktion recht gut berechnet werden. Beim entsprechenden Design der Koppler auf der Reader- und der RFID-Chip-Seite ist es auch sinnvoll und üblich, mit entsprechenden spulenförmigen Konstruktionen zu arbeiten. Grundsätzlich wird dabei die Readerspule auf der Seite des Lesegerätes normalerweise viel größer sein als der Koppler auf der Chipseite. Deshalb ist es i. A. ausreichend, das magnetische Feld der Readerspule zu analysieren, wobei zusätzlich eine unterschiedliche relative Winkelposition des Kopplers auf der Chipseite zu beachten ist.
Bei den höheren UHF-Frequenzen (üblicherweise von ca. 868 MHz bis ca. 950 MHz, entsprechend Wellenlängen von etwas mehr als 0,3 m) ist von einer rein magnetischen Kopplung nur bis zu etwa 0,3 m auszugehen, hier werden auf der RFID-Chip-Seite RFID-UHF-Antennen eingesetzt, wie zum Beispiel Dipolantennen.